# Die Daltons in der Schlinge
Die Daltons in der Schlinge (Originaltitel: La corde au cou) ist ein Lucky-Luke-Comicalbum, das von Morris-Nachfolger Achdé gezeichnet und von Laurent Gerra getextet wurde. Es erschien erstmals 2007. Die deutschsprachige Ausgabe erschien als Nummer 80 im Ehapa-Verlag.
Der Band parodiert die Indianerkriege und die aus heutiger Sicht völlig verfehlte amerikanische Indianerpolitik.

## Handlung
Die vier Daltons erreicht im Gefängnis ein wichtiger Erlass des Präsidenten. Statt der von Joe erwarteten Amnestie wird ihnen jedoch eröffnet, dass sie in zwei Wochen gehängt werden sollen.
Ein Mithäftling erklärt den Daltons, dass die einzige Möglichkeit, dem Galgen zu entfliehen, eine Hochzeit sei. So macht sich Ma Dalton auf, für ihre vier Söhne eine Frau zu finden. Im letzten Moment – die vier Brüder haben bereits den Strick um den Hals – treffen die vier Töchter des Indianerhäuptlings Fröhlicher Adler ein und erklären sich zur Heirat bereit. Die Indianerfrauen sind ziemlich hässlich und gebieterisch, außer Prärieblume, die schön, fleißig und anhänglich ist. Diese fällt ausgerechnet Averell zu, was den anderen drei Daltons überhaupt nicht in den Kram passt und noch für mächtig Ärger sorgen soll. Weil sie keine Wahl haben, findet die Hochzeit auf Indianerart am nächsten Tag statt. Diese endet mit einem großen Bankett à la Asterix und Luke reitet in den Sonnenuntergang.
Doch die Geschichte ist noch lange nicht zu Ende. Am nächsten Morgen werden die drei jüngeren Daltons von ihren Frauen sofort zu schwerer Arbeit verknurrt. Als sie sich bei Häuptling Fröhlicher Adler beschweren wollen, ist dieser unerwartet verständnisvoll und eröffnet ihnen seinen Plan, um aberkannte Ländereien wiederzuerlangen: Die Daltons sollen die Weißen Männer in die Knie zwingen, indem sie den „Gott des Weißen Mannes“ (die Dollars) stehlen. Obwohl er sonst dauernd Banken überfällt, lehnt Joe zunächst ab, denn wenn er jetzt erwischt wird, bedeutet das endgültig den Strick. Stattdessen wird beschlossen, dass die Daltons dem Stamm beibringen, wie man Banken überfällt.
Der erste Banküberfall der Indianer blamiert sie ziemlich, denn sie klauen zwar alles Mögliche, nicht aber den Tresor. Joe beschließt, um die Ehre des Stammes zu retten, selber als Indianer verkleidet in die Stadt zu reiten. Weil sie es gewohnt sind, zu viert zu operieren, müssen sie mit einem Trick Averell dazu bringen, ebenfalls teilzunehmen: Sie erklären ihm, er müsse in der Stadt Geschenke für seine Frau besorgen, denn diese stehe auf so etwas. Der Plan geht auf, und bald besitzen die Plattkopfindianer Berge von Geld. Weil dadurch der Sold für die Kavallerie ausbleibt, beginnt diese zu streiken – ganz im Sinne der Indianer.
Lucky Luke soll daher einen gepanzerten Wagen mit dem Sold zum Fort bringen, doch die Eskorte geht infolge der guten Organisation der Indianer schief und Luke und seine Begleiter kommen knapp mit dem Leben davon. Luke besucht die Indianer und findet dort heraus, dass die jüngeren drei Daltons bereits mit reichlich Beute abgehauen sind. Er holt sie ein und kann sie nach einer kurzen Schießerei auch überwältigen. Doch weil die Frauen auftauchen und Luke klar wird, wie despotisch sie sind, kehrt er mit ihnen zum Stamm zurück. Fröhlicher Adler wird aber wütend auf Lucky Luke, weil dieser jetzt sein Geheimnis kennt. Kurz vor der Marterung trifft unerwartet die Kavallerie ein und befreit ihn. Auf die Frage, weswegen sie ohne Sold trotzdem erscheinen, antwortet der Kommandant nur: „Auf Kredit“.
Die Plattkopfindianer schließen zum Ende einen Friedensvertrag ab, der ihnen ihr verlorenes Land zusichert und die Daltons landen wieder im Gefängnis – und werden nur zu 483 Jahren Zwangsarbeit verurteilt.

## Anspielungen
Die Kutscher des Panzerwagens, mit dem Lucky Luke den Sold der Kavallerie überbringen soll, sind Kirk Douglas und John Wayne, zwei berühmte Westernfilm-Stars. Sie zitieren mehrere Szenen aus bekannten Hollywood-Wild-West-Filmen, etwa Der letzte Zug von Gun Hill, Mit Dynamit und frommen Sprüchen oder Die Gewaltigen.
Elizabeth Taylor wird als mögliche Braut für die Daltons gehandelt, lehnt aber ab, weil sie zwar eine Schreckschraube, aber nicht zu zähmen sei.